# باشگاه فوتبال تراکتورسازی تبریز در فصل ۹۴–۱۳۹۳
فصل ۹۴–۱۳۹۳، ۷امین فصل، حضور باشگاه فوتبال تراکتورسازی تبریز در لیگ برتر فوتبال ایران است که ۶امین فصل حضور متوالی این تیم در سطح اول فوتبال ایران به حساب می‌آید. این فصل، چهل و چهارمین سال فعالیت باشگاه تراکتورسازی در رشته فوتبال نیز محسوب می‌شود.
باشگاه تراکتورسازی، در پایان این فصل با یک امتیاز اختلاف نسبت به تیم قهرمان، به مقام نایب قهرمانی لیگ برتر فوتبال ۹۴–۱۳۹۳ دست یافت. این سومین نایب قهرمانی این باشگاه در لیگ برتر است.

## مرور فصل

### تیر
۸ تیر: اولین بازی دوستانه تراکتورسازی مقابل پیمان تهران بود که در ساعت ۱۸:۳۰ روز ۸ تیر ماه در ورزشگاه شماره دو آزادی تهران با ۱۵۰۰ تماشاگر برگزار شد. این بازی با برتری ۴ بر ۲ تراکتورسازی همراه بود. پیمان تهران که قهرمان لیگ استانی تهران در فصل ۹۳–۱۳۹۲ بود. گل‌های تراکتورسازی را فرید بهزادی کریمی، شاهین ثاقبی، پیمان بابایی و می‌رهانی هاشمی به ثمر رساندند و مقابل پیمان تهران فقط توانست ۲ گل خورده را جبران کند.
۲۱ تیر: دومین بازی تراکتورسازی مقابل تیم ملی فوتبال جوانان ایران بود که در ۱۷:۳۰ روز ۲۱ تیر ماه در ورزشگاه شماره دو آزادی تهران بدون تماشاگر برگزار شد. این بازی با برتر ۳ بر ۲ به نفع تراکتورسازی پایان یافت. دو تا از گل‌های تراکتورسازی را سعید آقایی به ثمر رساند و گل بعدی را سامان نریمان جهان به ثمر رساند تا تراکتورسازی پیروز میدان باشد و با روحیه دو برابری به استقبال لیگ برتر برود.

### مرداد
۱ مرداد: تراکتورسازی پیش از شروع لیگ برتر در جام چهار جانبه‌ای که نام آن جام شهدا بود و در آن پیکان، استقلال، تراکتورسازی و ملوان شرکت داشتند که تراکتورسازی در ۱ مرداد که اولین بازی خود را مساوی کرد که در ضربات پنالتی ۴ به ۳ و در مجموع ۵ به ۴ بازی را برد تا به فینال این جام برود.
۳ مرداد: تراکتورسازی در فینال جام شهدا مقابل استقلال تهران قرار گرفت که با برتری ۲ بر ۱ پیروز شد تا قهرمان جام شهدا شود. گل‌های این بازی را فرشاد احمدزاده و محسن دلیر به ثمر رساند.
۹ مرداد: اولین بازی فصل تراکتورسازی ۹ مرداد، روز پنج‌شنبه، ساعت ۱۷:۳۰ به وقت تهران شروع کرد. این بازی در ورزشگاه یادگار امام تبریز، ورزشگاه اختصاصی تراکتورسازی، بود که تراکتورسازی در برار فولاد خوزستان قرار گرفت که با برتری ۲ بر ۱ تراکتورسازی همراه بود. این بازی را همه هواداران تراکتور و فولاد نوعی بازی سوپر کاپ می‌دانستند چون فولاد قهرمان لیگ برتر فصل قبل بود و تراکتور هم قهرمان جام حذفی سال قبل بود و به نیز اولین بازی هردو در اولین هفته لیگ برتر بود و همچنین در ایران سوپر کاب برگزار نمی‌شود به همین دلیل هواداران هردو تیم این بازی را بین خود سوپر کاپ نامیدند. گل‌های تراکتورسازی را نریمان جهان مهاجم شماره ۷ تراکتور در دقیقه ۳۱ با ضربه سر وارد گل فولاد کرد و ادینیو که در دقیقه ۸۲ با شوت محکم از خارج محوطه جریمه گل دوم تراکتورسازی را به ثمر رساند و تک گل فولاد را هم مساریچ به ثمر رساند تا این بازی با برتری ۲ به ۱ به سود تراکتورسازی پایان یافت. داور این مسابقه آقای فغانی بود.
۱۷ مرداد: دومین بازی تراکتورسازی در ۱۷ مرداد، روز جمعه، ساعت ۱۹:۲۵ در ورزشگاه فولادشهر، ورزشگاه اختصاصی ذوب‌آهن و سپاهان، بود که تراکتورسازی با ذوب‌آهن روبرو شد که نتیجه نهایی این بازی مساوی بدون گل بود. داور این مسابقه آقای واحدی بود.
۲۴ مرداد: سومین بازی تراکتورسازی در ۲۴ مرداد، روز جمعه، ساعت ۱۸:۰۰ در ورزشگاه خانگی تراکتورسازی، ورزشگاه یادگار امام تبریز، برگزار شد که با برتری ۱ بر صفر تراکتورسازی همراه بود. در این بازی که ملوان بندرانزلی مهمان تراکتورسازی بود. تک گل این بازی را ادینیو در دقیقه ۵ بازی از یک شوت خارج محوطه که از بالای همه بازیکنان و حتی دروازه‌بان رد شد و وارد دروازه ملوان زد. سوت این بازی را آقای صالحی زد. مهم‌ترین اتفاق این بازی پنالتی بود که داور برای تراکتورسازی گرفت و کیانی کاپیتان فعلی تراکتورسازی این پنالتی را از دست داد تا تراکتورسازی با همان برتری ۱ بر صفر بازی را به نفع خود رقم بزند.
۲۸ مرداد: چهارمین بازی تراکتورسازی در ۲۸ مرداد، روز سه‌شنبه، ساعت ۱۷:۳۰ در ورزشگاه ثامن‌الائمه، ورزشگاه خانگی پدیده برگزار شد که تراکتورسازی مهمان پدیده مشهد بود. در این بازی تراکتورسازی ۳ امتیاز بازی را به میزبان بازی واگذار کرد تا اولین باخت خارج خانه و اولین باخت این فصل خود را تجربه کند. داور این مسابقه حیدری بود که به ۴ تا از بازیکنان تراکتورسازی کارت زرد نشان داد و این باعث خشم هوادار تراکتورسازی حاضر در وزشگاه شد. تک گل پدیده را میلان یووانوویچ در دقیقه ۵۳ وارد دروازه لک کرد.
جایگاه در پایان مرداد ماه:
| رده | باشگاه      | بازی | برد | مساوی | باخت | زده | خورده | تفاضل | امتیاز | دستاوردها |
| --- | ----------- | ---- | --- | ----- | ---- | --- | ----- | ----- | ------ | --------- |
| ۷   | تراکتورسازی | ۴    | ۲   | ۱     | ۱    | ۳   | ۲     | ۱+    | ۷      |           |

### شهریور
۲ شهریور: تراکتورسازی در پنجمین بازی لیگ برتر خود، مقابل صبای قم در ورزشگاه یادگار امام خمینی شهر تبریز در ساعت ۱۸:۰۰ قرار گرفت. این بازی یکی از بازی‌های پر گل هفته به‌شمار می‌رود. داور این بازی آقای حیدری بود. تراکتورسازی بازی را ابتدا خوب شروع نکرد و در دقیقه ۱۶ از حسن‌زاده گل اول را دریافت کرد و در دقیقه ۴۱ از روی نقطه پنالتی گل دوم را برای صبا به ثمر رساند تا در اواخر نیمه اول صبا پیروز میدان باشد، خوشحالی بازیکنان صبا بعد از گل دوم خودشون هنوز تمام نشده بود که دو دقیقه بعد، ادینیو در دقیقه ۴۳ گل اول تراکتورسازی را به ثمر رساند تا حداقل تراکتوری‌ها نیمه اول دسته خالی از میدان بیرون نرود. نیمه دوم تراکتور بازی را تهاجمی آغاز کرد به‌طوری‌که محسن دلیر در دقیقه ۴۹ گل تساوی را به ثمر رساند. هر دو تیم دست از تلاش برنداشتند و هر دو تیم هم خواهان ۳ امتیاز بازی بودند و ۱ امتیاز بازی برای‌شان چندان خوش آیند نبود. حمله‌های هردو تیم به دروازه‌های هم دیگر ادامه داشت، تا این که لوسیانو ادینیو در دقیقه ۷۹ گل سوم تراکتور را به ثمر رساند تا گامی برای پیروزی تراکتورسازی برداشته باشد، بازی همچنان ۳ بر ۲ به نفع تراکتور پیش می‌رفت که داور در دقیقه ۹۴ بازی یک پنالتی به نفع تراکتور گرفت، زننده این پنالتی مدافع چپ تراکتور محمد ایران‌پوریان شماره ۲ این تیم بود که این پنالتی را تبدیل به گل کرد تا تراکتورسازی بازی ۲ بر صفر باخته را به برد شیرین خانگی ۴ بر ۲ مقابل صبا برسد. در این بازی حامد لک در تراکتورسازی و احمد مهدی‌زاده در صبا کارت زرد دریافت کردند.

## بازیکنان

### فهرست بازیکنان
فهرست بازیکنان باشگاه فوتبال تراکتورسازی تبریز در فصل ۹۴–۱۳۹۳ به شرح زیر است:
| شماره |       | نقش       | بازیکن             |
| ----- | ----- | --------- | ------------------ |
| ۱     | ایران | دروازه‌بان | حامد لک            |
| ۲     | ایران | مدافع     | محمد ایران‌پوریان   |
| ۳     | ایران | مدافع     | حبیب گردانی        |
| ۴     | ایران | مدافع     | خالد شفیعی         |
| ۶     | ایران | هافبک     | مهدی کیانی         |
| ۷     | ایران | مهاجم     | سامان نریمان جهان  |
| ۸     | ایران | هافبک     | شاهین ثاقبی        |
| ۹     | ایران | هافبک     | فرید بهزادی کریمی  |
| ۱۰    | برزیل | مهاجم     | ادر لوسیانو ادینهو |
| ۱۲    | ایران | هافبک     | محمد پوررحمت‌الله   |
| ۱۳    | برزیل | مدافع     | دوس سانتوس         |
| ۱۴    | ایران | هافبک     | آندرانیک تیموریان  |
| ۱۵    | ایران | مدافع     | میرمهدی قریشی      |

| شماره |       | نقش       | بازیکن           |
| ----- | ----- | --------- | ---------------- |
| ۱۸    | ایران | هافبک     | احمد امیرکامدار  |
| ۱۹    | ایران | مهاجم     | مهرداد بایرامی   |
| ۲۱    | ایران | مهاجم     | محسن دلیر        |
| ۲۳    | ایران | مدافع     | می‌رهانی هاشمی    |
| ۲۷    | ایران | هافبک     | فرشاد احمدزاده   |
| ۲۹    | ایران | مدافع     | پیمان کشاورزی    |
| ۳۳    | ایران | مدافع     | شهریار شیروند    |
| ۴۴    | سنگال | دروازه‌بان | عیسی اندوی       |
| ۴۵    | ایران | دروازه‌بان | محمدعلی رمضانیان |
| ۷۷    | ایران | هافبک     | سعید آقایی       |
| ۸۸    | ایران | مدافع     | فردین عابدینی    |

#### ترکیب اصلی
| لک ایرانپوریان هاشمی دوس سانتوس گردانی آندرانیک ثاقبی کیانی نریمان جهان احمدزاده ادینهو |
|                                                                                         |

## فهرست آخرین نقل‌وانتقالات

### تابستان (۲۱ اردیبهشت تا ۱۵ تیر)
نقل‌وانتقالات باشگاه تراکتورسازی در فصل ۹۴–۱۳۹۳ به شرح زیر است: